# Colonne
Colonne é uma comuna francesa na região administrativa da Borgonha-Franco-Condado, no departamento de Jura. Estende-se por uma área de 11.13 km². Em 2010 a comuna tinha 263 habitantes (densidade: 23,6 hab./km²).